# Westchester County Center
O Westchester County Center é uma arena multiúso com capacidade de 5,000 lugares, situada em White Plains,New York. Recorrentemente abriga vários shows locais e eventos esportivos da área.
O County Center foi concebido pela Westchester Recreation Commission em 1924 como uma instalação recreativa de propósitos múltiplos, desde hospedar programas comunitários até eventos comerciais de geração de renda. A arena foi projetada pelo escritório de arquitetura Walker & Gillette, e construída e decorada no estilo Art déco. O custo de sua construção foi de aproximadamente $785,000. Sua remodelagem concluída em 1988 teve um custo de $16 milhões.
Durante cerca de 80 anos, o County Center tem sido cenário do premier de Westchester para milhares de concertos, feiras, eventos esportivos, reuniões, seminários, apresentações teatrais, convenções, eventos cívicos e comunitários.
No final de semana de 22 de maio de 1930, ocorreu a inauguração do Westchester County Center, atraindo milhares de pessoas de toda Westchester para ouvir músicos notáveis como o pianista Percy Grainger, o tenor da Metropolitan Opera Company Edward Johnson, o organista Palmer Christian e mais de 1,500 artistas do grupo coal local. Nos anos seguintes o County Center foi palco para performances de grandes nomes como Judy Garland, Liza Minnelli, Joan Sutherland, James Brown, Kenny Rogers, Janis Joplin e John Sebastian, juntamente com o Harlem Globetrotters, a World Wrestling Entertainment e do Royal Hanneford Circus.

## Eventos Notáveis
- Grande abertura em maio de 1930, com participação do pianista Percy Grainger, o tenor da Metropolitan Opera Company Edward Johnson e o organista Palmer Christian.[1]
- Primeiro festival de música de Westchester realizado em julho de 1930 no centro recém-inaugurado.[2]
- Comício do governador Herbert H. Lehman em 1936. [3]
- Desde o final de 2014, foi a casa do Westchester Knicks, time filial do New York Knicks na NBA Development League.